# سیارک ۴۰۱۲
سیارک ۴۰۱۲ (به انگلیسی: 4012 Geballe، نامگذاری:1978VK9) چهار هزار و دوازدهمین سیارک کشف شده‌است که در ۷ نوامبر ۱۹۷۸ کشف شد.
قدر مطلق سیارک برابر ۳۳.۸ است.